# Al-Ujun
Al-Ujun (arab. العيون, także jako El Aaiún i Laâyoune) – miasto w północnej Saharze Zachodniej (państwo nieuznawane; dawna kolonia hiszpańska: Hiszpańska Afryka Zachodnia), obecnie pod kontrolą marokańską. Stolica regionu Al-Ujun-As-Sakija al-Hamra, w latach 1940–1976 stolica Sahary Zachodniej.
Liczba ludności w 2014 roku wynosiła 217 732 (194 668 w 2009 roku). Położone jest 140 km na wschód od wyspy Fuerteventura, jednej z hiszpańskich Wysp Kanaryjskich. Znajduje się tutaj prefektura apostolska Sahary Zachodniej.
W mieście swoją siedzibę ma MINURSO – misja pokojowa ONZ.

## Nazwa
Nazwa Al-Ujun to polska transkrypcja arabskiej nazwy miasta. W języku hiszpańskim nazwa miasta brzmi El Aaiún (używana była przed zajęciem terytorium przez Maroko). W marokańskiej literaturze używana jest raczej francuska nazwa Laâyoune, która nie jest jednak akceptowana przez rdzennych mieszkańców tych ziem.

## Transport
Miasto jest obsługiwane przez port lotniczy Al-Ujun.

## Sport
W mieście funkcjonuje klub piłkarski JS Massira występujący na stadionie Stade Sheikh Mohamed Laghdaf.

## Klimat
| Miesiąc                          | Sty  | Lut  | Mar  | Kwi  | Maj  | Cze  | Lip  | Sie  | Wrz  | Paź  | Lis  | Gru  | Roczna |
| -------------------------------- | ---- | ---- | ---- | ---- | ---- | ---- | ---- | ---- | ---- | ---- | ---- | ---- | ------ |
| Średnie temperatury w dzień [°C] | 22.0 | 22.6 | 23.7 | 23.9 | 25.4 | 26.4 | 28.8 | 29.6 | 29.2 | 28.1 | 25.0 | 20.5 | 25,4   |
| Średnie dobowe temperatury [°C]  | 16.0 | 16.7 | 17.9 | 18.6 | 20.3 | 21.4 | 23.3 | 23.9 | 23.3 | 22.3 | 20.1 | 15.4 | 19,9   |
| Średnie temperatury w nocy [°C]  | 10.0 | 10.8 | 12.2 | 13.4 | 15.2 | 16.5 | 17.9 | 18.3 | 17.4 | 16.6 | 15.3 | 10.3 | 14,5   |
| Opady [mm]                       | 3    | 2    | 1    | 1    | 0    | 1    | 0    | 0    | 0    | 4    | 7    | 8    | 27     |
| Źródło: climate-data.org         |      |      |      |      |      |      |      |      |      |      |      |      |        |

## Galeria

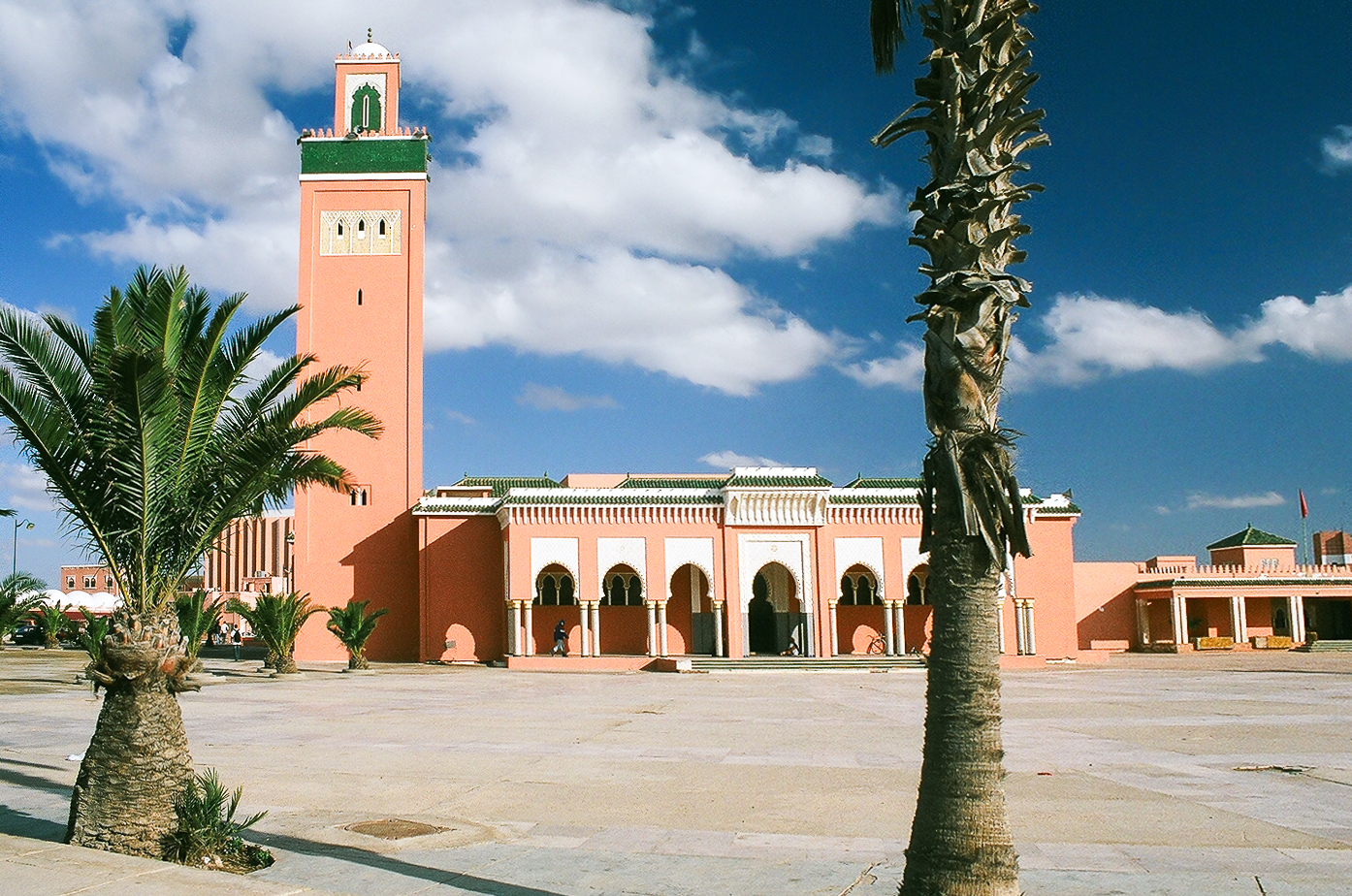
Meczet w mieście
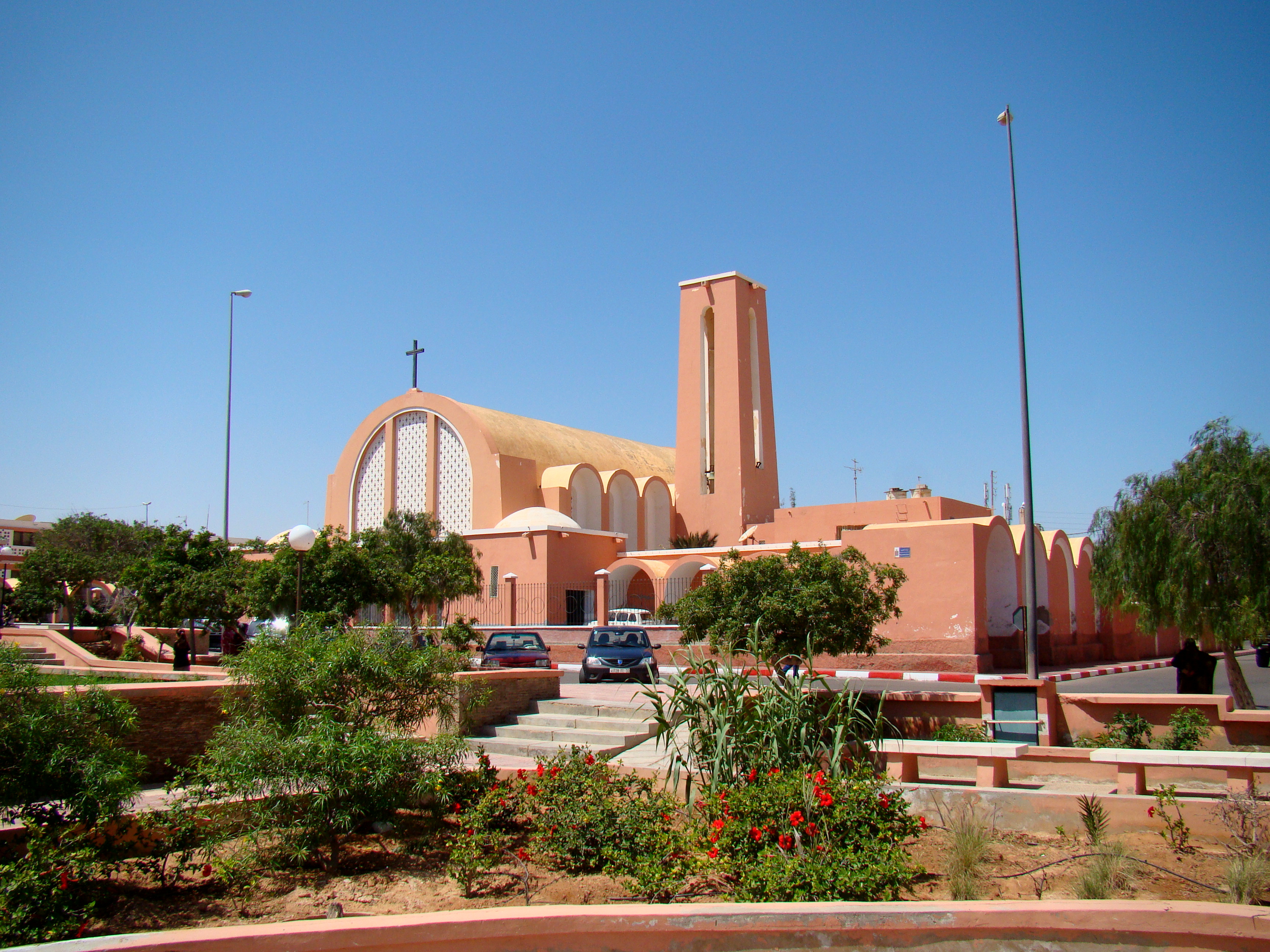
Katedra katolicka w mieście
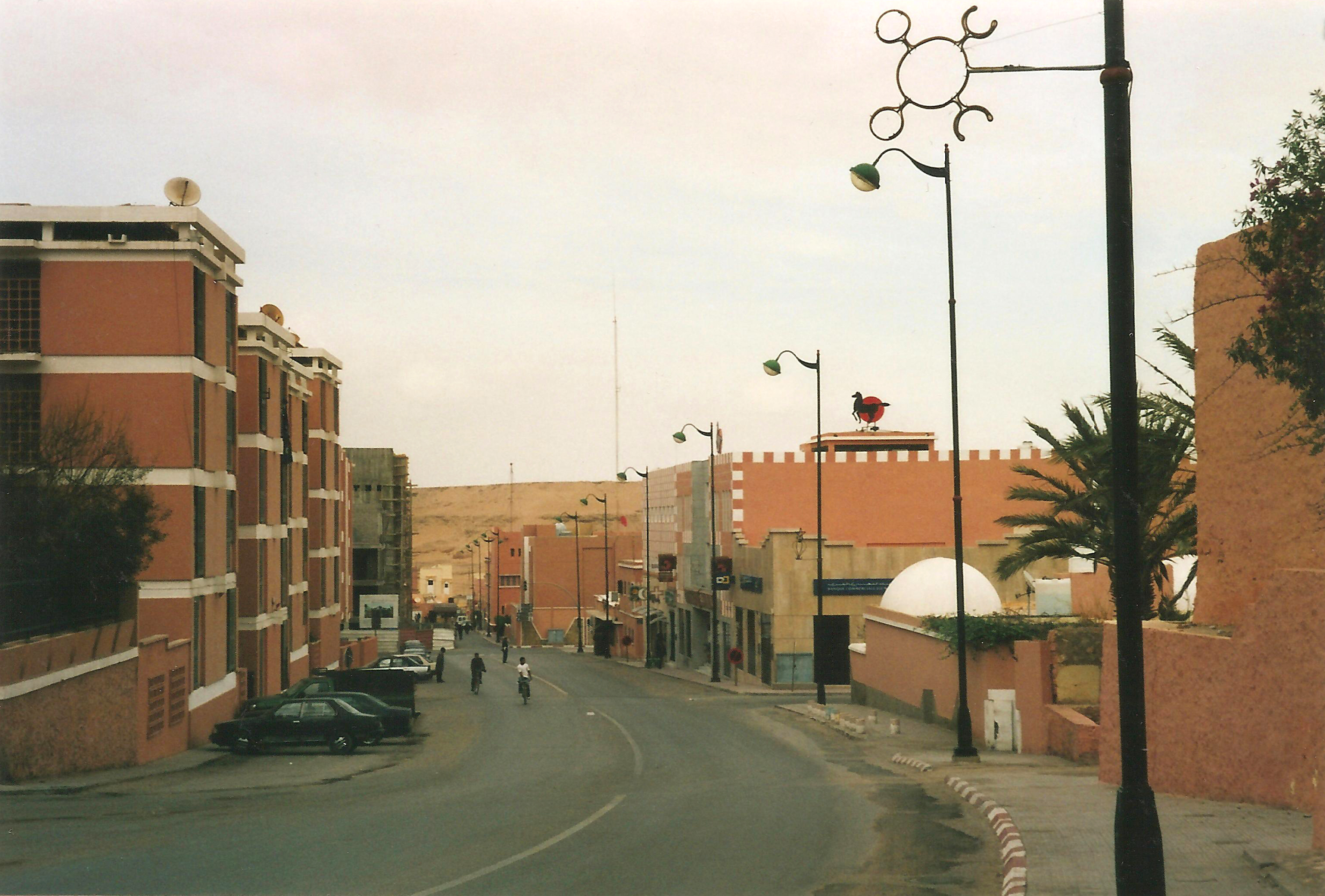
Jedna z ulic w mieście